# Daniel Diges
Daniel Diges García (ur. 17 stycznia 1981 w Alcalá de Henares) – hiszpański piosenkarz i aktor.

## Życiorys
Karierę aktorską rozpoczął jako członek grupy teatralnej Teatro Escuela Libre de Alcalá de Henares (TELA) w Alcalá de Henares. Uczestniczył również w nagraniach reklam telewizyjnych. W latach 1999–2000 wcielał się w rolę Gato w serialu telewizyjnym Nada es para siempre. W kolejnych latach grał drugoplanowe postacie w serialach: Hospital Central (2002), Ana y los siete (2003), Aquí no hay quien viva (2005) i Agitación +IVA (2005). W tym czasie robił karierę również jako prezenter telewizyjny, prowadził programy dla dzieci: Megatrix (2001–2002) i Max Clan (2003–2004).
W 2005 zadebiutował na scenie teatralnej rolą Colate’a w musicalu En tu fiesta me colé. W tym samym roku zagrał Mario w musicalu Hoy no me puedo levantar. W kolejnych latach zagrał w kolejnych krajowych inscenizacjach światowych tytułów musicalowych: Galileo w We Will Rock You (2007–2008), Troya Boltona w High School Musical (2008–2009) i Sky’a w Mamma Mia! (2009).

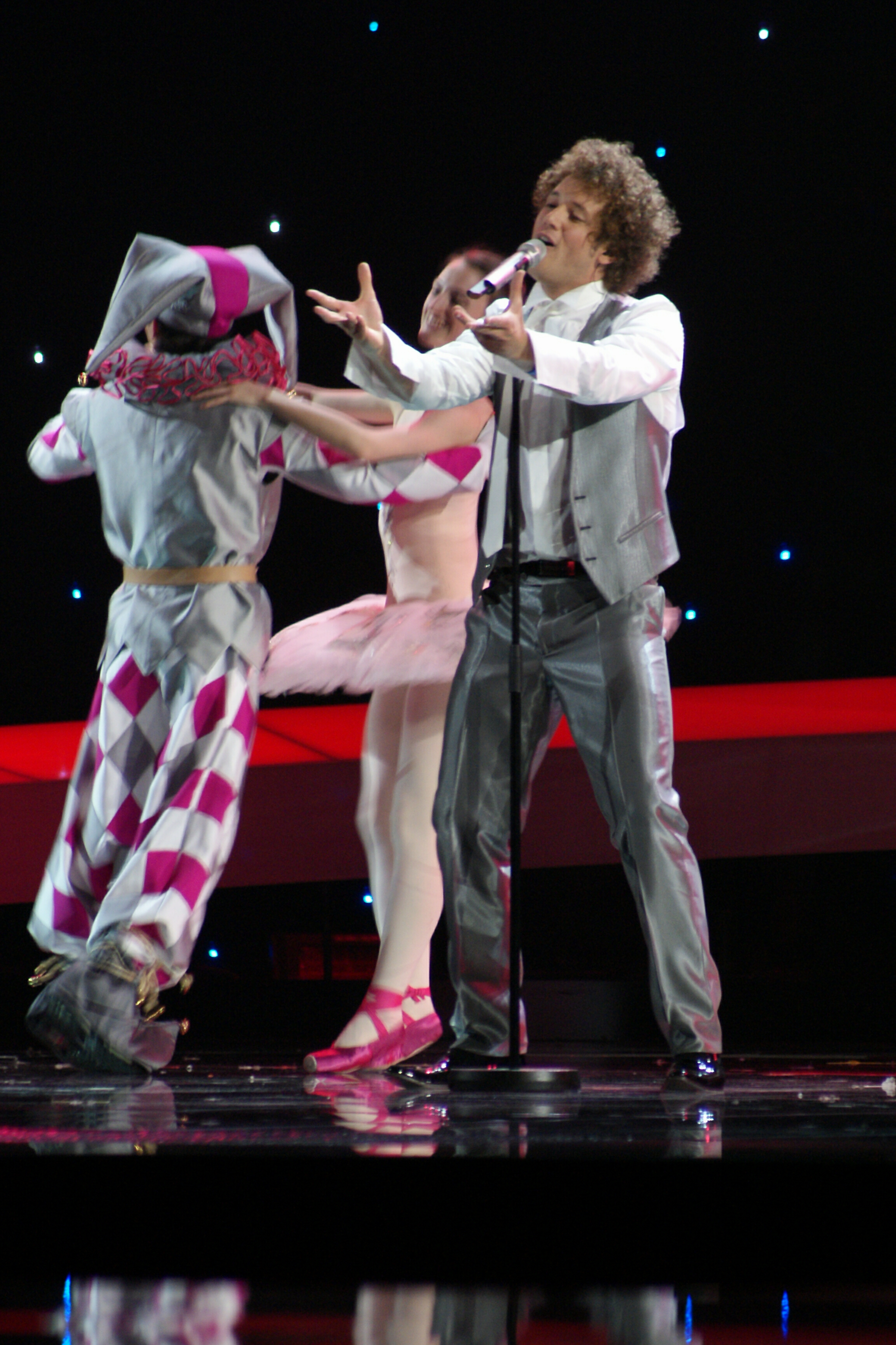
Diges podczas występu w finale 55. Konkursu Piosenki Eurowizji w Oslo, maj 2010

22 lutego 2010 zwyciężył z utworem „Algo pequeñito” w finale programu Eurovisión: Destino Oslo, zdobywszy największą liczbę 118 punktów w głosowaniu jurorów i telewidzów, dzięki czemu został wybrany na reprezentanta Hiszpanii w finale 55. Konkursu Piosenki Eurowizji w Oslo. Jeszcze przed wyjazdem na konkurs podpisał kontrakt z wytwórnią Warner Music, pod której szyldem w maju wydał debiutancki album studyjny, zatytułowany po prostu Daniel Diges. 29 maja zajął 15. miejsce w finale Eurowizji, a jego występ został zapamiętany głównie przez incydent z udziałem Jimmy’ego Jumpa, który wkroczył na scenę i zakłócił prezentację. Diges po finale konkursu skomentował incydent słowami: Zobaczyłem, że dzieje się coś nieplanowanego i wtedy zacząłem drżeć. Kiedy ten chłopak zaczął tańczyć, poczułem w sobie jakąś moc, dzięki której zdecydowałem się kontynuować występ jeszcze mocniej. Chciałem sprawić, by ludzie patrzyli na mnie i to mnie zapamiętali, to był mój moment i jedna osoba nie mogła mi jej zabrać. (...) [Kiedy zszedłem ze sceny] zacząłem płakać, byłem wściekły, bo po trzech miesiącach przygotowań wszystkim, co chciałeś, było pokazanie się z jak najlepszej strony wszystkim widzom w swoim kraju i za granicą.
Po udziale na Eurowizji przyjął propozycję zagrania Enjolrasa w hiszpańskiej inscenizacji musicalu Les Misérables (2010–2012), początkowo wystawianej w madryckim Teatro Lope de Vega, a następnie w Barcelona Teatre Musical. W 2011 stworzył, wyprodukował i zagrał podczas koncertu Póker de Voces. Pod koniec stycznia 2012 wydał album pt. ¿Dónde estabas tú en los 70?, na którym umieścił autorskie interpretacje hiszpańskich przebojów lat 70.. We wrześniu 2012 zadebiutował w roli Gastona podczas ogólnokrajowej trasy koncertowej musicalu La Bella y la Bestia obejmującej występy w 17 miastach. W tym samym roku wziął udział w drugiej edycji programu rozrywkowego Tu cara me suena, w którego finale zajął drugie miejsce. W 2013 wydał minialbum pt. Hoy tengo ganas de ti i zadebiutował w roli Maria w nowej odsłonie musicalu Hoy no me puedo levantar wystawianym w Teatro Coliseum. W 2014 wydał album pt. Quiero, który promował singlem „Te llevas mi amor”, a także wystąpił w roli Jeana Valjeana podczas trasy koncertowej z musicalem Les Misérables. 
W 2015 wyruszył w kolejną trasę koncertową z projektem Póker de Voces, wydał singiel „Te veo” i był jurorem podczas 60. Konkursu Piosenki Eurowizji.

## Dyskografia
Albumy studyjne
- Daniel Diges (2008)
- ¿Dónde estabas tú en los 70? (2010)
- Quiero (2014)
- Calle Broadway (2015)